# Митино (Павлово-Посадский городской округ)
Митино — деревня в Московской области России. Входит в Павлово-Посадский городской округ. Население — 39 чел. (2010).

## Расположение
Деревня Митино расположена примерно в 13 км к юго-востоку от города Павловский Посад. Через деревню проходит асфальтированная трасса Павловский Посад — Куровское. Ближайшие населённые пункты — деревни Данилово и Андреево.

## История
Деревня Митино ранее входила в состав волости Загарье. Предположительно, название деревни произошло от личного имени первого поселенца. К 1795 году в деревне было 44 дома, в которых проживало 111 человек (58 мужчин и 53 женщины).
В XIX веке деревня принадлежала Фёдору Васильевичу Самарину. В 1869 году в деревне было 43 двора, 39 деревянных домов и 232 жителя. Помимо крестьянских работ жители деревни занимались различными промыслами. В деревне было два медных заведения. Кроме того в деревне находилось несколько ткацких мастерских.
Рядом с деревней находились торфоразработки, которые были национализированы при советской власти. На них трудилась часть жителей деревни Митино. В 1931 году в деревне был организован колхоз «Путь к социализму».
| 1926 | 2002 | 2006 | 2010 |
| ---- | ---- | ---- | ---- |
| 348  | ↘54  | ↘46  | ↘39  |

К 2010-м годам постоянное население деревни значительно сократилось. В то же время многие дома и участки приобретены под дачи.
В деревне имеется продуктовый магазин, строится часовенка.
С 2004 до 2017 гг. деревня входила в Аверкиевское сельское поселение Павлово-Посадского муниципального района.

## Транспорт
Добраться до Митино можно автобусом №65 сообщением Павловский Посад - Куровское.

## Достопримечательности
В деревне Митино находятся два родника с чистой питьевой водой.